# Michal Březina
Michal Březina es un patinador olímpico checo. Es el campeón del Skate America de 2011 y tres veces Campeón Nacional Checo, subcampeón del Mundial Júnior de 2009 y medallista de bronce en el Campeonato Europeo de 2013.

## Carrera

### Inicios
Aunque su padre es un expatinador artístico, Březina se interesó al principio en el hockey después de los Juegos Olímpicos de Invierno de Nagano 1998. Su padre le aconsejó practicar el patinaje artístico, y después de unos meses, Březina dejó el hockey para centrarse en el patinaje artístico sobre hielo.
Březina realizó su primer salchow triple a los doce años, y el axel triple los quince. Más tarde logró el  toe loop cuádruple y el  Salchow cuádruple. Ha entrenado en su ciudad natal, Brno, con Petr Starec y en Oberstdorf, Alemania con Karel Fajfr. Actualmente entrena principalmente en Oberstdorf.

### Carrera júnior
Březina consiguió el primer puesto en el Trofeo Nebelhorn de 2007 por delante de su compatriota y anterior campeón, Tomáš Verner. Dos semanas después, ganó su primera medalla en un Grand Prix Júnior, obteniendo un segundo puesto, en Chemnitz. Březina finalizó 16.º en su primera participación en los Campeonatos Europeos. Perdió tiempo de entrenamiento porque se rompió la muñeca, pero fue capaz de competir en el Campeonato Mundial Júnior, donde obtuvo la quinta plaza.
En la temporada 2008/09, Březina ganó sus dos eventos del Grand Prix Júnior, pero fue forzado a perderse la Final del Grand Prix Júnior y el Campeonato Nacional Checo por una lesión en la rodilla, de la que necesitó pasar por el quirófano. Volvió a la competición a tiempo para el Campeonato Europeo de 2009, donde finalizó 10.º, y estableció un nuevo récord personal en el Mundial Júnior de 2010, terminando segundo por detrás de Adam Rippon.

### Carrera sénior
Temporada 2009/2010
En la temporada 2009/10, Březina debutó en el Gran Prix sénior, finalizando cuarto en el Skate Canada de 2009. Ganó la medalla de bronce en el Trofeo NHK de 2009, y derrotó a Tomáš Verner para ganar el Campeonato Nacional Checo. Obtuvo la 4.ª plaza en el Campeonato Europeo de 2010. En los Juegos Olímpicos de Invierno de Vancouver 2010 acabó décimo. Compitiendo en su primer Campeonato Mundial en categoría sénior, obtuvo la cuarta plaza con un nuevo récord personal de 236,06.
Temporada 2010/2011
Durante la temporada 2010/11, Březina fue forzado a retirarse de la Copa de China de 2010 tras someterse a una operación por una variz en su abdomen. Más tarde también se retiró del Trofeo Eric Bompard. Consiguió la medalla de plata por detrás de Tomáš Verner en el Campeonato Nacional Checo. En el Campeonato Europeo de 2011 acabó octavo. En el Campeonato Mundial, realizó correctamente dos saltos quádruples, un salchow y un toe loop, en el programa largo — sus primeros saltos cuádruples en una competición — pero se cayó en dos sendos saltos cerca del final del segmento. Finalizó cuarto en el evento por segunda vez consecutiva.
Temporada 2011/2012
En 2011 Březina participó en las competiciones del Grand Prix Skate America,  Trofeo Éric Bompard y la Copa Rostelecom. En Skate America, ganó el programa corto por 8.39 puntos y ganó la medalla de oro. En Francia, obtuvo la medalla de bronce y se clasificó así en la final, donde terminó sexto. En el Campeonato Mundial de 2012, Březina obtuvo la segunda posición en el programa corto, pero acabó sexto tras el programa libre. En 2012, empezó a entrenarse con Viktor Petrenko.
Temporada 2012/2013
Březina acabó sexto en Skate America y tercero en la Copa Rostelecom, a pesar de una caída en el salchow cuádruple. En el  Campeonato Europeo de 2013 consiguió una medalla de bronce, con una puntuación total de 243,52, su mejor resultado hasta la fecha. En el programa corto del  Campeonato Mundial quedó sexto, pero perdió cuatro plazas en la clasificación final al terminar 11.º en el programa lago, tras fallos en los saltos cuádruples y el axel triple.
Temporada 2013/2014
Participó en las competiciones de la serie del Grand Prix Skate Canada International y Trofeo Éric Bompard, pero no logró clasificarse para la final. En el  Campeonato Europeo de 2014 obtuvo la cuarta posición. Participó en los Juegos Olímpicos de Sochi, donde quedó decimosegundo en el programa corto, decimotercero en el programa libre y décimo en la clasificación final. Se retiró del  Campeonato Mundial tras el programa corto a causa de una lesión.
Temporada 2014/2015
En el Grand Prix de 2014, Březina ocupó la séptima plaza en Skate Canada International y ganó la medalla de bronce en la Copa Rostelecom, lo que no fue suficiente para clasificarse para disputar la final. En el  Campeonato Europeo de 2015 obtuvo el tercer lugar en el programa corto, a menos de un punto de la segunda posición, pero su programa libre estuvo plagado de errores y descendió al quinto puesto en la clasificación final. Concluyó la temporada con el decimoquinto puesto en el  Campeonato Mundial.
Temporada 2015/2016
Participó en Skate Canada donde obtuvo la octava plaza. En el Campeonato Europeo de 2016, recibió la tercera mejor puntuación en el programa corto, pero descendió al décimo puesto tras el programa libre. En el  Campeonato Mundial, alcanzó la novena plaza tras terminar undécimo en el programa corto y décimo en el programa libre.
Temporada 2016/2017
Participó en la serie del Grand Prix; terminó en la cuarta posición en Skate Canada y en la décima en la Copa de China. Se proclamó campoeón checo por segunda vez. En los Campeonatos Europeo y Mundial de 2017 se clasificó duodécimo y decimoctavo respectivamente.

## Programas
| Temporada | Programa corto                                           | Programa libre                                                         | Exhibición                                                            |
| --------- | -------------------------------------------------------- | ---------------------------------------------------------------------- | --------------------------------------------------------------------- |
| 2016-17   | The way you look tonight, por Jerome Kern                | Mezcla de temas de Ennio Morricone                                     |                                                                       |
| 2015-16   | The way you look tonight, por Jerome Kern                | Le Corsaire de Adolphe Adam                                            |                                                                       |
| 2014-15   | Banda sonora de Juego de tronos                          | Las bodas de Fígaro de Mozart                                          |                                                                       |
| 2013/14   | En la gruta del rey de la montaña interpretado por Epica | Sherlock Holmes de Hans Zimmer                                         |                                                                       |
| 2012/13   | En la gruta del rey de la montaña interpretado por Epica | The Untouchables de Ennio Morricone                                    |                                                                       |
| 2011/12   | Japanese Kodo Drums coreografía de Pasquale Camerlengo   | The Untouchables de Ennio Morricone coreografía de Pasquale Camerlengo | All That You Are de Goo Goo Dolls                                     |
| 2010/11   | Japanese Kodo Drums coreografía de Pasquale Camerlengo   | An American in Paris de George Gershwin                                | Feeling Good de Michael Bublé                                         |
| 2009/10   | Puttin' On the Ritz de Irving Berlin                     | An American in Paris de George Gershwin                                | Feeling Good de Michael Bublé                                         |
| 2008/09   | Sing, Sing, Sing de Louis Prima                          | Latin Dance Selections de Safri Duo                                    | Singin' in the Rain de Nacio Herb Brown interpretada por Arthur Freed |

## Resultados
| Evento | 2003/04 | 2004/05 | 2005/06 | 2006/07 | 2007/08 | 2008/09 | 2009/10 | 2010/11 | 2011/12 | 2012/13 | 2013/14 | 2014/15 | 2015/16 | 2016/17 |
| --- | --- | --- | --- | --- | --- | --- | --- | --- | --- | ------- | ------- | ------- | ------- | ------- |
| Juegos Olímpicos de Invierno                                                                                             | | | | | | | 10.º | | |         | 10.º    |         |         |         |
| Campeonato Mundial | | | | | | | 4.º | 4.º | 6.º | 10.º    |         | 15.º    | 9.º     | 18.º    |
| Campeonato de Europa | | | | | 16.º | 10.º | 4.º | 8.º | 4.º | 3.º     | 4.º     | 5.º     | 10.º    | 12.º    |
| Campeonato Mundial Júnior                                                                                                | | | | 16.º | 5.º | 2.º | | | |         |         |         |         |         |
| Campeonato Nacional Checo                                                                                                | | 1.º J | 1.º J | 1.º J | 2.º | | 1.º | 2.º | 2.º |         | 2.º     | 1.º     | 1.º     |         |
| Final del Grand Prix | | | | | | | | | 6.º |         |         |         |         |         |
| Copa Rostelecom | | | | | | | | | 4.º | 3.º     |         | 3.º     |         |         |
| Skate America | | | | | | | | | 1.º | 6.º     |         |         |         |         |
| Copa de China | | | | | | | | R | |         |         |         |         | 10.º    |
| Trofeo Eric Bompard | | | | | | | | R | 3.º |         | 5.º     |         |         |         |
| Skate Canada International                                                                                               | | | | | | | 4.º | | |         | 4.º     | 7.º     | 8.º     | 4.º     |
| Trofeo NHK | | | | | | | 3.º | | |         |         |         |         |         |
| Nebelhorn Trophy | | | | | 1.º | 2.º | | 3.º | 7.º | 2.º     |         | 2.º     | 6.º     |         |
| Trofeo de Finlandia | | | | | | | 4.º | | |         |         | 5.º     |         |         |
| Bavarian Open | | | | | | | | 1.º | |         |         |         |         |         |
| Karl Schäfer Memorial | | | | | | R | | | |         |         |         |         |         |
| Golden Spin of Zagreb | | | | 5.º | | | | 2.º | |         | 2.º     |         |         |         |
| Japan Open (EQ) | | | | | | | | 5.º/3.º | |         |         |         |         |         |
| Final del Grand Prix Júnior                                                                                              | | | | | | R | | | |         |         |         |         |         |
| JGP Italia | | | | | | 1.º | | | |         |         |         |         |         |
| JGP Francia | | | | | | 1.º | | | |         |         |         |         |         |
| JGP Alemania | | | | | 2.º | | | | |         |         |         |         |         |
| JGP Austria | | | | | 7.º | | | | |         |         |         |         |         |
| JGP República Checa | | | | 16.º | | | | | |         |         |         |         |         |
| JGP Países Bajos | | | | 5.º | | | | | |         |         |         |         |         |
| JGP, Hungría | | 12.º | | | | | | | |         |         |         |         |         |
| Trofeo Gardena Spring | | | 3.º J | 2.º J | | | | | |         |         |         |         |         |
| Euro. Youth Olympic Fest.                                                                                                | | 7.º J | | | | | | | |         |         |         |         |         |
| Grand Prize SNP | 1.º | | | | | | | | |         |         |         |         |         |
| J = Júnior \| R = Retirada JGP = Grand Prix Júnior \| EQ = Evento con equipo (Resultado individual/Resultado del equipo) | J = Júnior \| R = Retirada JGP = Grand Prix Júnior \| EQ = Evento con equipo (Resultado individual/Resultado del equipo) | J = Júnior \| R = Retirada JGP = Grand Prix Júnior \| EQ = Evento con equipo (Resultado individual/Resultado del equipo) | J = Júnior \| R = Retirada JGP = Grand Prix Júnior \| EQ = Evento con equipo (Resultado individual/Resultado del equipo) | J = Júnior \| R = Retirada JGP = Grand Prix Júnior \| EQ = Evento con equipo (Resultado individual/Resultado del equipo) | J = Júnior \| R = Retirada JGP = Grand Prix Júnior \| EQ = Evento con equipo (Resultado individual/Resultado del equipo) | J = Júnior \| R = Retirada JGP = Grand Prix Júnior \| EQ = Evento con equipo (Resultado individual/Resultado del equipo) | J = Júnior \| R = Retirada JGP = Grand Prix Júnior \| EQ = Evento con equipo (Resultado individual/Resultado del equipo) | J = Júnior \| R = Retirada JGP = Grand Prix Júnior \| EQ = Evento con equipo (Resultado individual/Resultado del equipo) | J = Júnior \| R = Retirada JGP = Grand Prix Júnior \| EQ = Evento con equipo (Resultado individual/Resultado del equipo) | Fuente  | Fuente  | Fuente  | Fuente  |         |